# Cala dels Vienesos
La cala dels Vienesos, antigament anomenada La roca del Bres, és una petita platja semiurbana del municipi de Mont-roig del Camp (Baix Camp), situada a l'extrem nord del nucli urbà de Miami Platja. Limita al nord-est amb la platja dels Penyals i al sud-oest amb la punta dels Penyals, que la separa de la cala de les Sirenes. Orientada a l'est-sud-est, té una longitud de 51 metres i una amplada de 30 metres, formada per sorra fina i daurada, amb un pendent d'entrada a l'aigua força pronunciat. Sobre la platja hi ha un mirador.
Conjuntament amb la platja dels Penyals, fins a l'any 2021 va estar guardonada amb la Bandera Blava, que reconeix internacionalment la qualitat de l'aigua i serveis.

## Toponímia
La cala deu el nom a una de les primeres famílies estrangeres que s'hi banyaven, que eren procedents de Viena. El nom tradicional de La roca del Bres prové d'una roca despresa del penya-segat, que tenia forma de bressol, i segons els pescadors, des d'ella s'hi pescaven molts mabres.